# ロンミー県
ロンミー県（ロンミーけん、ベトナム語：Huyện Long Mỹ / 縣隆美?）は、ベトナム社会主義共和国ハウザン省の県。面積は259.92 km²、人口は84,089人（2019年）である。

## 行政区画
1市鎮7社から構成される。
- ヴィンヴィエン市鎮（Vĩnh Viễn / 永遠）
- ルオンタム社（Lương Tâm / 良心）
- ルオンギア社（Lương Nghĩa / 良義）
- トゥアンホア社（Thuận Hòa / 順和）
- トゥアンフン社（Thuận Hưng / 順興）
- ヴィントゥアンドン社（Vĩnh Thuận Đông / 永順東）
- ヴィンヴィエンA社（Vĩnh Viễn A / 永遠A）
- サフィエン社（Xà Phiên / 杈幡）